# Wybory komunalne w Brandenburgii w 2008 roku

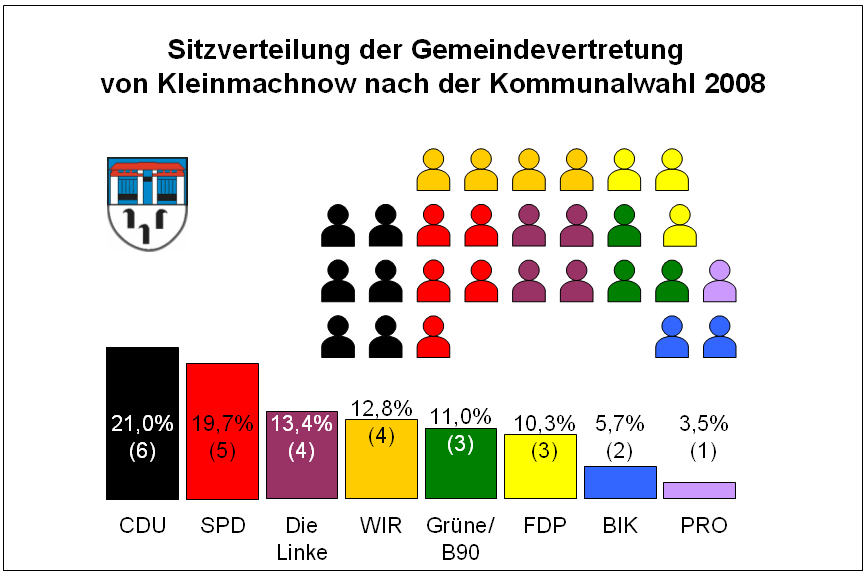
Wyniki wyborów komunalnych w Kleinmachnow w 2008 r.

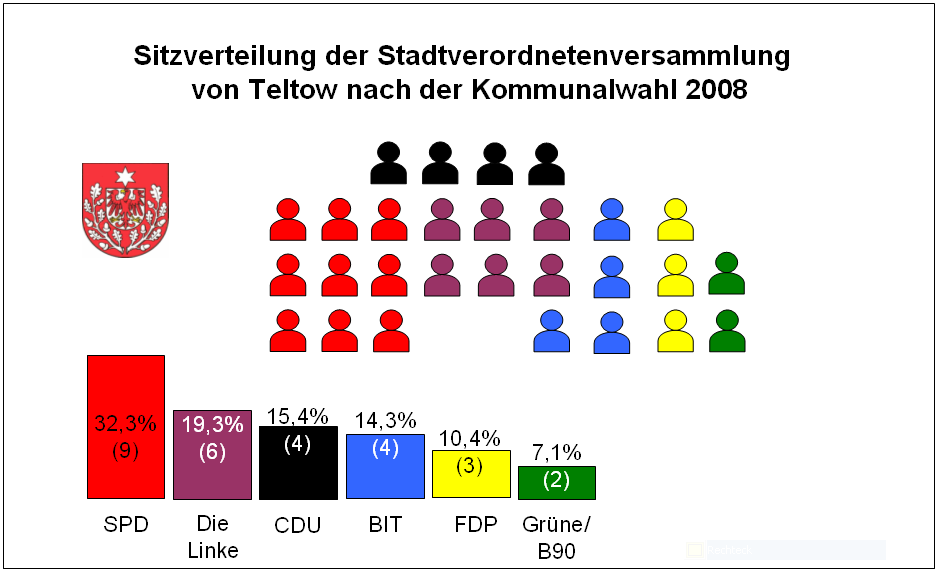
Wyniki wyborów komunalnych w Teltow w 2008 r.

Wybory komunalne w Brandenburgii w 2008 roku odbyły się 28 września. Zwyciężyła w nich Socjaldemokratyczna Partia Niemiec.

## Wyniki zbiorcze w skali landu
Zgodnie z oficjalnymi wynikami zwycięstwo odniosła SPD, która uzyskała ok. 25,8% głosów. Drugie miejsce zajęła postkomunistyczna Die Linke (ok. 24,7%), a kolejne:
- CDU (19,8%),
- FDP (7,3%),
- Zieloni (4,6%),
- NPD (1,8%),
- DVU (1,6%)
- oraz komitety niezależne – łącznie ok. 12,4%.[1]